# Liste des épisodes de One Piece (Saga Finale)
Chronologie
Pays des Wa
 (août 2025).
Si vous disposez d'ouvrages ou d'articles de référence ou si vous connaissez des sites web de qualité traitant du thème abordé ici, merci de compléter l'article en donnant les références utiles à sa vérifiabilité et en les liant à la section « Notes et références ».
Cet article liste les épisodes de la saga Finale de One Piece, 11e saga de l'oeuvre.

## Générique
Pour le moment, quatre génériques ont été utilisés lors de la saga Finale :
- Saiko Totatsuten de Sekai no Owari (épisodes 1086 à 1088)[2]
- UUUUUS! de Hiroshi Kitadani (épisodes 1089 à 1122)[3]
- Tenshi to Akuma de GRe4N BOYZ (épisodes 1123 à 1138)[4]
- Carmine de Ellegarden (épisodes 1139 à ????)

## Saison 21

### ArcEgg Head(1repartie)
| No | Titre français                                                        | Titre japonais                                 | Titre japonais                                          | Date de 1re diffusion |
| No | Titre français                                                        | Kanji                                          | Rōmaji                                                  | Date de 1re diffusion |
| --- | --------------------------------------------------------------------- | ---------------------------------------------- | ------------------------------------------------------- | --------------------- |
| 1086 | Le nouvel empereur. Baggy le clown aux mille pièces !                 | 新皇帝！千両道化のバギー！                     | Shin Kōtei! Senryō Dōke no Bagī!                        | 3 décembre 2023       |
| Après leur départ du pays des Wa, les membres de l'équipage de Chapeau de paille reçoivent leurs nouvelles primes et ils sont désormais tous les 9 considérés comme les lieutenants de l'armada de Chapeau de paille. Sur l'île de Lacrahn-Ri, Crocodile et Mihawk utilisent Baggy, nommé empereur à la suite d'une série de malentendus, comme leader de façade de la Cross Guild afin qu'ils puissent mener à bien leur business. Au même moment, au quartier général de la Marine, Brandnew parle de la Cross Guild aux soldats et révèle les primes mises sur la tête de Baggy, Crocodile et Mihawk. [Chapitre 1058] |                                                                       |                                                |                                                         |                       |
| 1087 | Chaos sur l'île des femmes. L'affaire du héros Kobby !                | 女ヶ島の乱！英雄コビーの一件                   | Nyōgashima no Ran! Eiyū Kobī no Ikken                   | 10 décembre 2023      |
| Alors que Marco rentre sur l'île de Sphinx après avoir été raccompagné par Shanks et son équipage, Amazon Lily se remet des dégâts subis par la récente attaque sur l'île. Quelques semaines plus tôt, la Marine a envahi l'île avec leur nouveau type de Pacifista, les Séraphins, avec l'intention de capturer Boa Hancock. Cependant, l'empereur Barbe Noire et son équipage ont débarqué également sur Amazon Lily afin de voler les pouvoirs du fruit du démon de l'impératrice pirate. Hancock parvient à pétrifier tous les soldats et les pirates, sauf Kobby et Barbe Noire, mais ce dernier parvient à la vaincre. [Chapitre 1059] |                                                                       |                                                |                                                         |                       |
| 1088 | Le rêve de Luffy !                                                    | ルフィの夢！                                   | Rufi no Yume!                                           | 17 décembre 2023      |
| Alors que Barbe Noire allait tuer Hancock pour voler ses pouvoirs, elle est sauvée lorsque Rayleigh arrive sur l'île, en demandant à Hancock d'annuler ses pouvoirs et aux envahisseurs de quitter l'île sans faire de grabuge. Cependant, dans le présent, le journal indique que Kobby a été enlevé par l'équipage de Barbe Noire, tout en ignorant s'il est encore en vie. Au même moment, au royaume de Kédétrav, l'armée révolutionnaire reçoit un appel de Sabo. Pendant ce temps, sur le Thousand Sunny, l'équipage de Chapeau de paille apprennent les événements concernant Sabo et Cobra lors de la récente Rêverie, et Zoro déclare à ses camarades qu'ils devraient éviter de s'inquiéter pour Vivi puisqu'elle n'est actuellement pas directement en danger pour le moment. Luffy décide de révéler son rêve ultime à ses membres d'équipage, comme il l'avait lorsqu'il était enfant à Shanks, Ace et Sabo. [Chapitre 1058-1059-1060] |                                                                       |                                                |                                                         |                       |
| RP 14 | Épisode spécial. Momonosuké, le futur grand shogun !                  | 大特集！モモの助の名将軍への道                 | Dai Tokushū! Momonosuke no Mei Shōgun e no Michi        | 24 décembre 2023      |
| Résumé des débuts de Momonosuké Kozuki en tant que shogun du pays des Wa. |                                                                       |                                                |                                                         |                       |
| 1089 | Une nouvelle saga commence. Le cap de Luffy et Sabo !                 | 新章突入！ルフィとサボの針路！                 | Shin Fumi Totsunyū! Rufi to Sabo no Shinro!             | 7 janvier 2024        |
| Sur le Thousand Sunny, l'équipage de Chapeau de paille continue de réagir au rêve de Luffy, tandis que Robin rappelle à Franky que le dernier "Road Ponéglyphe" est introuvable depuis des années et qu'ils n'ont aucun indice sur son emplacement. Pendant ce temps, Sabo entre en contact avec le royaume de Kédétrav, mais la communication est interceptée par le département des communications de la Marine, par le conseil des cinq doyens et par Imu, qui comprennent que Sabo se trouve au royaume de Rourucia. Sabo affirme à Dragon qu'il n'est pas l'assassin du roi Cobra, et juste au moment où il révèle qu'il a vu quelqu'un assis sur le trône vacant à Marie-Joie, une ombre surplombe le ciel du pays. Shepherd Ju Peter ordonne au département des communications de la Marine d'interrompre l'interception de la transmission, et Imu utilise une arme mystérieuse pour anéantir totalement le royaume de Rourucia. Ju Peter ordonne également aux soldats qui ont entendu la transmission d'agir comme si le royaume de Rourucia n'avait jamais existé. Quelques jours plus tard, alors qu'ils traversent une tempête de neige, l'équipage de Chapeau de paille tombe sur un "tourbillon d'eau chaude" et ils réalisent que quelqu'un se noie à l'intérieur. Zoro coupe le tourbillon tandis que Luffy et Chopper s'envolent à cause du vent violent, et que la petite fille prisonnière du tourbillon se révèle être Jewelry Bonney. Au même moment, le Thousand Sunny s'apprête à être attaqué par un requin géant. [Chapitre 1060-1061] Personnage présenté dans le coin bonus : Sabo |                                                                       |                                                |                                                         |                       |
| 1090 | Une nouvelle île. Egg Head, l'île futuriste !                         | 新しい島！未来島エッグヘッド                   | Atarashii Shima! Mirai-jima Egguheddo                   | 14 janvier 2024       |
| Alors qu'un requin mécanique attaque le Thousand Sunny, Jinbe saut dans l'eau afin de sauver Luffy, Chopper et Bonney. Malgré la tentative de Franky d'éloigner le Thousand Sunny, le requin utilise des torpilles qui envoient le navire sous l'eau. Pendant ce temps, à la base G-14 de la Marine, Hermep et Hibari, membres de SWORD, tentent en vain de convaincre Prince Gles de leur permettre d'aller sauver Kobby de l'équipage de Barbe Noire avec des Séraphins. Alors que Bonney se présente à Luffy, Chopper et Jinbe et qu'elle révèle qu'ils se trouvent sur une île gouvernementale appelée Egg Head, le reste de l'équipage est sauvé par un robot géant, piloté par une jeune femme prétendant être le docteur Végapunk. [Chapitre 1061] Personnage présenté dans le coin bonus : Jewelry Bonney |                                                                       |                                                |                                                         |                       |
| 1091 | Un futur exaltant. Voyage au pays de la science !                     | 未来満載！ 科学の国の冒険！                    | Mirai Mansai! Kagaku no Kuni no Bōken!                  | 21 janvier 2024       |
| Sur le Thousand Sunny, l'équipage demande à la jeune femme si elle est réellement Végapunk. Elle répond qu'elle n'est pas la corps principal de Végapunk et qu'elle est Lilith, la "Punk-02". Elle leur annonce également qu'elle est là pour les piller, mais elle est ensuite contactée par Shaka, le "Punk-01", qui l'avertit de ne pas sous-estimer Zoro et Robin, avant de lui demander d'amener l'équipage jusqu'à lui. Pendant ce temps, sur Egg Head, Bonney révèle qu'elle souhaite rencontrer Végapunk pour poser une question en rapport avec le fait qu'il ait transformé son père, Bartholomew Kuma, en cyborg. En atteignant la surface de l'île, Luffy, Chopper, Jinbe et Bonney tombent sur une ville futuriste remplie d'hologrammes, et ils trouvent finalement une machine qui sert de la vraie nourriture avant d'être confrontés à une jeune fille, Atlas, qui prétend également être le docteur Végapunk. [Chapitre 1062] Personnage présenté dans le coin bonus : Végapunk |                                                                       |                                                |                                                         |                       |
| 1092 | Les sanglots de Bonney. La part d'ombre de l'île futuriste !          | ボニーの慟哭！未来島に潜む闇                   | Bonī no Dōkoku! Mirai-jima ni Hisomu Yami               | 28 janvier 2024       |
| Sur un navire en mer, une escouade du CP-0 (composée de Rob Lucci, Kaku et Stussy) est envoyée sur Egg Head avec pour mission de ramener un séraphin ressemblant à Bartholomew Kuma sur l'île et d'éliminer Végapunk et ses six satellites. Sur Egg Head, après avoir fini leur repas, le "Punk-05" Atlas laisse le groupe de Luffy, et ces derniers trouvent une machine leur permettant de changer de vêtements. Cependant, lorsqu'un Pacifista ressemblant à Bartholomew Kuma apparaît et s'apprête à leur tirer dessus avec un laser, Bonney empêche Luffy de l'attaquer, car Kuma est son père et qu'il est sa seule famille. Cependant, le Pacifista continue d'attaquer et tire un puissant laser. Pendant ce temps, en mer, Law et son équipage naviguent vers leur prochaine destination lorsqu'ils se retrouvent attaqués par l'empereur Barbe Noire, accompagné de Jesus Burgess, Van Auger, Doc Q et Stronger. [Chapitre 1062-1063] Personnage présenté dans le coin bonus : Rob Lucci |                                                                       |                                                |                                                         |                       |
| RP 15 | Un projet à savourer. Trafalgar Law, le chirurgien de la mort !       | 大堪能企画！〝死の外科医〟トラファルガー・ロー | Dai Tan'nō Kikaku! "Shi no Gekai" Torafarugā Rō         | 4 février 2024        |
| Résumé de la vie de Trafalgar D. Water Law. |                                                                       |                                                |                                                         |                       |
| 1093 | Le gagnant remporte la mise. Law contre Barbe Noire !                 | 勝者総取り！ローVS黒ひげ！                     | Shōsha Sōdori! Rō tai Kurohige!                         | 11 février 2024       |
| Sur les côtes de Winner Island, l'équipage du Heart tente de riposter aux attaques de l'équipage de Barbe Noire. Au cours de l'attaque, Doc Q, Van Auger, Jesus Burgess et Stronger révèlent leurs nouveaux pouvoirs de fruit du démon, respectivement le fruit de la maladie, le fruit de la téléportation, le fruit de la force et le fruit du cheval, version Pégase. Après avoir atterri sur Winner Island, Law se prépare à affronter Barbe Noire avec les copies des Road Ponéglyphes comme mise. Tandis que Shachi et Pingouin attaquent le navire de l'empereur, Law parvient à blesser Barbe Noire tout en étant protégé des attaques de Van Auger par Bepo et Jean Bart. Alors que le combat continue et que Sakazuki est mis au courant de la situation, Charlotte Pudding révèle être prisonnière de l'équipage de Barbe Noire sur le navire, après avoir été enlevée par Van Auger et Kuzan quelques semaines plus tôt sur l'île Cacao. [Chapitre 1046-1062-1063-1064] Personnage présenté dans le coin bonus : Charlotte Pudding |                                                                       |                                                |                                                         |                       |
| 1094 | Le mystère s'épaissit. L'étage du laboratoire d'Egg Head !            | 深まる謎！エッグヘッド研究層                   | Fukamaru Nazo! Egguheddo Rabofēzu                       | 18 février 2024       |
| Sur Egg Head, après avoir échappé au Pacifista, le groupe de Luffy discute à propos de Bartholomew Kuma, et Bonney révèle que certaines informations circulant sur lui dans le monde sont des mensonges. Pendant ce temps, grâce à Lilith, les autres membres de l'équipage de Chapeau de paille arrivent directement en haut de l'île, reconnu comme étant l'étage du laboratoire de Végapunk. Tandis que Zoro et Brook restent sur le Thousand Sunny et demandent à Caribou de quitter le navire, les autres changent de vêtements et entrent dans le laboratoire. À l'intérieur, ils sont guidés par le Végapunk "Edison" et ils retrouvent confrontés à un Pacista ressemblant à une version enfant de Jinbe. Au même moment, le Végapunk "Shaka" entre en contact avec Dragon et prédit la mort imminente de Végapunk. [Chapitre 1064-1065] Personnage présenté dans le coin bonus : Bartholomew Kuma |                                                                       |                                                |                                                         |                       |
| 1095 | Le cerveau d'un génie. Les six Végapunk !                             | 天才の頭脳 6人のベガパンク！                   | Tensai no Zunō - Rokunin no Begapanku!                  | 25 février 2024       |
| Dans le laboratoire, Nami, Usopp, Sanji, Robin et Franky se retrouvent obligés d'affronter le Pacifista ressemblant à Jinbe enfant. Durant le combat, Franky remarque que le Séraphin utilise les pouvoirs du fruit du barbotage. Au même moment, le Végapunk "Lilith", le Végapunk "Edison" et le Végapunk "Pythagore" observent la bataille, tandis que le Végapunk "York" se charge de manger, de déféquer et de dormir pour les autres satellites. Le Végapunk "Shaka" arrive alors pour donner l'ordre au Séraphin d'arrêter l'attaque, et alors qu'il explique que l'origine de la technologie sur Egg Head provient du siècle oublié, le groupe de Luffy rencontre un robot géant antique. [Chapitre 1065] Personnage présenté dans le coin bonus : Jinbe |                                                                       |                                                |                                                         |                       |
| 1096 | L'histoire censurée. La thèse d'un royaume oublié !                   | 禁じられた歴史！ある王国の仮説                 | Kinjirareta Rekishi! Aru Ōkoku no Kasetsu               | 3 mars 2024           |
| Tandis que Shaka explique comment cette technologie est connectée à un certain royaume ayant vécu lors du siècle oublié, il déclare à Robin que la destruction d'Ohara il y a 22 ans était due au fait qu'ils avaient découvert l'existence de cet ancien royaume, dont le Gouvernement mondial a tenté d'effacer son existence de l'histoire en éliminant quiconque apprendrait cette information. Shaka révèle alors qu'il s'est rendu sur Ohara quelques mois après sa destruction et qu'il a vu que tous les livres de l'arbre du savoir avaient été sauvés par les scientifiques lors du Buster Ball, permettant à la volonté d'Ohara de survivre. Pendant ce temps, dans la décharge de l'étage des usines, le groupe de Luffy fait la rencontre du véritable docteur Végapunk. [Chapitre 1066] Personnage présenté dans le coin bonus : Haguar D. Sauro |                                                                       |                                                |                                                         |                       |
| 1097 | La volonté d'Ohara. Recherches en héritage !                          | オハラの意志！受け継がれる研究                 | Ohara no Ishi! Uketsugareru Kenkyū                      | 17 mars 2024          |
| Shaka continue son récit en révélant que le jour où il a été sur Ohara, il a rencontré des géants d'Erbaf dirigés par un géant recouvert de bandages qui sauvaient les livres d'Ohara dans le lac. Il a également rencontré Dragon, à l'époque commandant de l'armée de la liberté, qui a juré de former une armée révolutionnaire pour s'opposer à la tyrannie du Gouvernement mondial. Shaka explique ensuite s'être rendu sur Erbaf afin de lire le contenu de ces livres afin de stocker toutes les informations dans son cerveau. Dans la décharge de l'étage des usines, Bonney est surprise par la tête réduite de Végapunk, et le scientifique révèle qu'il a mangé le fruit du ciboulot qui lui confère une connaissance infinie, et la zone du laboratoire connue sous le nom de Punk Records est l'endroit où son cerveau est stocké. Alors que Végapunk explique pourquoi il a 6 alter ego sur Egg Head et qu'il compte partager Punk Records au monde entier, Bonney tente de se venger de lui à propos de son père, mais le sabre laser se retourne contre elle. Après avoir demandé à Luffy la couleur de la forme dragon de Momonosuké, un pouvoir issu du fruit du démon artificiel fabriqué par Végapunk d'après le facteur de lignée de Kaido, le jeune pirate demande au scientifique de faire bouger le géant de fer, mais ce dernier révèle qu'il aurait attaqué Marie-Joie 200 ans auparavant. Au même moment, le navire du Gouvernement mondial portant à son bord Rob Lucci et ses acolytes du CP-0 s'approche d'Egg Head. [Chapitre 1066-1067] Personnage présenté dans le coin bonus : Monkey D. Dragon                                                                                  |                                                                       |                                                |                                                         |                       |
| 1098 | Un rêve hors du commun. L'avenir idéal vu par un génie !              | 奇想天外！天才が想い描く夢！                   | Kisō Tengai! Tensai ga Omoiegaku Yume!                  | 24 mars 2024          |
| Alors que Shaka explique à l'équipage de Chapeau de paille que la force motrice du géant de fer lui est inconnue et qu'elle ne peut pas être reproduite, Végapunk révèle à Luffy qu'il a quelque chose à donner à Bonney et il demande à Luffy de l'aider à quitter Egg Head. Sur les côtes de l'île, le navire du Gouverment Mondial avec à son bord Rob Lucci, Kaku et Stussy arrive et demande à accoster sur l'île, mais Shaka refuse et décide de préparer à la contre-attaque. Pendant ce temps, au royaume de Kédétrav, Kuma parvient à fuir l'armée révolutionnaire et à se téléporter vers une destination inconnue. Sur Egg Head, Pythagore tente de persuader le CP-0 de rebrousser chemin. Dans la décharge d'Egg Head, Vegapunk révèle son rêve de rendre l'énergie tangible et disponible pour tout le monde, et il explique que son lien avec le siècle oublié est la raison pour laquelle le Gouvernement Mondial souhaite le supprimer comme Ohara, alors qu'une explosion survient sur l'île au même moment. [Chapitre 1067-1068] Personnage présenté dans le coin bonus : Emporio Ivankov |                                                                       |                                                |                                                         |                       |
| 1099 | Envoyer le comité d'accueil. Rob Lucci attaque !                      | 迎撃準備！ロブ・ルッチ襲来！                   | Geigeki Junbi! Robu Rutchi Shūrai!                      | 31 mars 2024          |
| Le CP-0 décide de rejoindre l'île grâce aux pouvoirs du Séraphin S-Bear. Alors que Végapunk quitte le groupe de Luffy en leur demandant de rejoindre l'étage du laboratoire et que Shaka libère les Séraphins, Lucci, Kaku, Stussy et les agents du Gouvernement mondial arrivent à l'étage des usines d'Egg Head. Après que Kaku ait tenté d'entrer dans le laboratoire, Atlas arrive pour attaquer les agents, mais elle est rapidement vaincue par Lucci alors qu'au même moment, Luffy, Chopper, Jinbe et Bonney arrivent au même endroit. Luffy et Lucci se font face, avec le jeune pirate qui s'énerve lorsqu'il voit Atlas grièvement blessée alors que cette dernière l'avait nourrit à leur arrivée sur l'île. [Chapitre 1068-1069] Personnage présenté dans le coin bonus : Kaku |                                                                       |                                                |                                                         |                       |
| 1100 | Pouvoir d'une autre dimension. Luffy contre Lucci !                   | 異次元の力！ルフィVSルッチ！                   | Ijigen no Chikara! Rufi tai Rutchi!                     | 7 avril 2024          |
| Au quartier général de la Marine, Sakazuki apprend la situation et il ordonne au CP-0 de ne pas combattre Luffy et son équipage jusqu'à l'arrivée des renforts de la Marine, menés par l'amiral Kizaru. Sur Egg Head, tandis que Luffy et Lucci commencent à se battre avec leurs formes éveillées respectives, Végapunk arrive dans le laboratoire et rejoint les autres membres de l'équipage. Alors qu'ils regardent le combat entre Luffy et Lucci, Végapunk révèle sa théorie sur les fruits du démon et il note que l'apparence de Luffy avec sa forme éveillée ressemble à Nika, le dieu du soleil dont il n'est fait mention que dans les écrits antiques. Au même moment, à l'étage des usines, Sentomaru arrive pour commander les Séraphins afin de neutraliser le CP-0, forçant Lucci à l'attaquer violemment afin que les agents du CP-0 puisse reprendre le contrôle des Séraphins. [Chapitre 1069] Personnage présenté dans le coin bonus : Sentomaru |                                                                       |                                                |                                                         |                       |
| RP 16 | Le Log d'un lourd passé. Luffy et son équipage contre le Cipher Pol ! | 因縁の記録！麦わらの一味とCP                   | In'nen no Rogu! Mugiwara no Ichimi to Saifā Pōru        | 14 avril 2024         |
| Résumé des précédents combats entre l'équipage de Chapeau de paille et le Cipher Pol. |                                                                       |                                                |                                                         |                       |
| 1101 | Au sommet du genre humain. La puissance des Séraphins !               | 最強の人類！セラフィムの能力！                 | Saikyō no Jinrui! Serafimu no Nōryoku!                  | 21 avril 2024         |
| Alors que Luffy et Lucci continuent de se battre, Sentomaru est toujours conscient, permettant aux Séraphins de continuer à attaquer le CP-0. Dans le laboratoire, Végapunk explique l'origine des Séraphins et le secret qui se cache derrière les fruits du démon artificiels. À l'étage des usines, Luffy parvient à vaincre Lucci et S-Snake permet au groupe de Luffy de rejoindre le laboratoire via une fusée, tandis que Bonney se réveille à l'intérieur. Au même moment, Sentomaru perd connaissance alors qu'il est encerclé par les agents du CP-0. [Chapitre 1070] Personnage présenté dans le coin bonus : Señor Pink |                                                                       |                                                |                                                         |                       |
| 1102 | Un complot ourdi dans l'ombre. Opération Évasion d'Egg Head !         | 蠢く陰謀！エッグヘッド脱出作戦                 | Ugomeku Inbō! Egguheddo Dasshutsu Sakusen               | 28 avril 2024         |
| À l'étage des usines, Sentomaru étant désormais complètement inconscient, le CP-0 possède désormais un contrôle total sur les Séraphins. Pendant ce temps, à Red Port qui se trouve au pied de Redline, Kuma s'écrase sur la paroi et il est attaqué par les soldats de la Marine. Sur Egg Head, Végapunk, ses satellites et l'équipage de Chapeau de paille préparent leur plan d'évasion, tandis qu'au même moment, le "Frontier Dôme" est désactivé, permettant au CP-0 de pénétrer à l'étage du laboratoire. En mer, Kizaru prépare une gigantesque flotte afin d'attaquer Egg Head. [Chapitre 1070-1071] Personnage présenté dans le coin bonus : Borsalino |                                                                       |                                                |                                                         |                       |
| 1103 | Rends-moi mon père. Le rêve éphémère de Bonney !                      | 父を戻せ！儚きボニーの願い！                   | Chichi e Modose! Hakanaki Bonī no Negai!                | 5 mai 2024            |
| Kaku tente de détruire le Thousand Sunny, mais il en est empêché par Zoro. Alors que Pythagore restore le "Frontier Dôme" bien que le CP-0 ait eu le temps d'entrer, Bonney poursuit Végapunk dans le laboratoire en lui demandant de redonner à Kuma sa conscience. Bonney parvient à attraper Végapunk, qui mentionne une promesse qu'il avait faite à Kuma de ne jamais lui dire la vérité pour ne pas la blesser. Alors que Bonney rentre dans une salle où se trouve une patte d'ours géante, Kuma continue de tenter de gravir Redline à Red Port. Pendant ce temps, Kidd et son équipage s'approchent des côtes d'Erbaf, tandis qu'à la base G-14 de la Marine, Garp arrive afin d'embarquer Hermep et le SWORD afin d'aller sur l'île de Ruche pour libérer Kobby de l'équipage de Barbe Noire. [Chapitre 1071-1072] Personnage présenté dans le coin bonus : Eustass Kidd |                                                                       |                                                |                                                         |                       |
| 1104 | Situation désespérée. L'attaque générale des Séraphins !              | 絶体絶命！セラフィム総攻撃！                   | Zettai Zetsumei! Serafimu Sō Kōgeki!                    | 12 mai 2024           |
| Bonney comprend que la patte d'ours géante est la matérialisation des souvenirs de son père, tandis qu'à Red Port, Kuma affronte les soldats de la Marine qui l'empêchent de gravir Redline. Pendant ce temps, Shaka s'aperçoit que les Séraphins sont également entrés à l'étage du laboratoire d'Egg Head avec le CP-0, et Sanji, Franky, Lilith et Edison courent afin d'aller en reprendre le contrôle. Alors que Zoro se bat contre Kaku sous sa forme de Zoan éveillé, Lucci donne l'ordre aux Séraphins de bombarder le laboratoire. Au même moment, Stussy parvient à rendre Kaku inconscient en lui suçant le sang, et elle parvient à faire de même avec Lucci. [Chapitre 1072-1073] Personnage présenté dans le coin bonus : Stussy |                                                                       |                                                |                                                         |                       |
| 1105 | Une situation pleine de grâce. Stussy, l'agent double !               | 麗しき反逆！内通者ステューシー                 | Uruwashiki Hangyaku! Naitsū-sha Sutyūshī                | 19 mai 2024           |
| Alors que Stussy est révélée comme étant une espionne de Végapunk au sein du Cipher Pol, Zoro sauve Lilith en se confrontant au Séraphin S-Hawk, tandis que Sanji sauve Edison après qu'il a réussi à reprendre le contrôle des Séraphins. Néanmoins, au même moment, le docteur Végapunk est déclaré comme étant porté disparu dans le laboratoire. Pendant ce temps, sur Sphinx, Marco apprend que la Marine a envahi l'île pendant son absence afin de mettre le main sur les richesse de Barbe Blanche, mais Edward Weeble les a repoussés. Cependant, Miss Bakkin (de son vrai nom Buckingham Stussy) lui révèle que l'amiral Ryokugyu a capturé Weeble lors de l'invasion, et elle demande à Marco de le sauver. Au même moment en mer, sur les navires de la flotte en route vers Egg Head, Saint Jaygarcia Saturn, l'un des membres du conseil des cinq doyens, discute avec l'amiral Kizaru au sujet du docteur Végapunk. [Chapitre 1073] Personnage présenté dans le coin bonus : Marco |                                                                       |                                                |                                                         |                       |
| 1106 | Problème à signaler. Trouver le Dr Végapunk !                         | 異常発生！探せ！Dr.ベガパンク                  | Ijō Hassei! Sagase! Dokutā Begapanku                    | 26 mai 2024           |
| Après s'être remis partiellement de ses blessures, Sentomaru envoie une cinquantaine de Pacifistas Mark III pour s'occuper des agents du Gouvernement Mondial qui patrouillent sur l'île. Dans la salle des coussinets du laboratoire, Bonney commence à explorer les souvenirs de Kuma. Pendant ce temps, après que Shaka ait informé l'équipage de Chapeau de paille de la situation, tout le monde part à la recherche de Végapunk, à l'exception de Luffy et Zoro qui sont chargés de veiller sur Lucci et Kaku. Au siège du World Economic Journal, Morgans falsifie la vérité sur les événements d'Egg Head en publiant un article sur lequel il accuse Luffy de prendre en otage Végapunk, alors qu'il cache Vivi et Wapol du Gouvernement Mondial à bord de son dirigeable. [Chapitre 1074] Personnage présenté dans le coin bonus : Morgans |                                                                       |                                                |                                                         |                       |
| 1107 | Frissons d'horreur. Le mal s'infiltre dans le laboratoire !           | 戦慄！研究所へ忍び寄る魔の手                   | Senritsu! Kenkyūjo e Shinobiyoru Ma no Te               | 2 juin 2024           |
| Bonney continue de découvrir les souvenirs de Kuma afin de comprendre pourquoi il a choisi de devenir un cyborg, tandis que ce dernier continue de gravir Redline. Au même moment, Pythagore est pris dans une explosion après qu'il a été attaqué par S-Snake, alors que les Kemko se font aussi détruire pour que Shaka n'ait pas accès au système de surveillance. Alors que les différents groupes recherchent toujours le docteur Vegapunk, le groupe composé d'Usopp, de Franky, de Lilith et de York retrouvent la tête de Pythagore déconnectée de son corps. Tandis que ce dernier tente de les prévenir du danger, S-Snake pétrifie York. [Chapitre 1074-1075] Personnage présenté dans le coin bonus : Boa Hancock |                                                                       |                                                |                                                         |                       |
| 1108 | Inconcevable. La rébellion des Séraphins !                            | 理解不能！セラフィムの反逆！                   | Rikai Funō! Serafimu no Hangyaku!                       | 9 juin 2024           |
| Après avoir pétrifié York, S-Snake attaque Usopp, Franky, Lilith et Pythagore, tandis que les ordres de ces derniers sont sans effet sur elle. Tandis que Luffy, Zoro, Lucci, Kaku et Shaka sont attaqués par S-Bear et S-Hawk, le satellite de Végapunk se rend compte que quelqu'un a pris le contrôle des Séraphins et qu'il essaie de tous les tuer. Réalisant qu'ils sont également en danger, Lucci et Kaku suggèrent une alliance temporaire à Luffy et Zoro, à leur grand dam. Pendant ce temps, Végapunk est retenu prisonnier avec des agents du CP5, du CP7 et du CP8 dans le laboratoire, et alors qu'il affirme qu'il n'était pas au courant de la situation, il se demande comment le Gouvernement mondial a découvert ses recherches sur les ponéglyphes. Alors que plus d'une centaine de navires de la Marine sont en route pour Egg Head, Sentomaru ordonne aux chercheurs de quitter l'île, comprenant qu'une catastrophe plus terrible que l'incident d'Ohara va se produire. [Chapitre 1075-1076-1077] Personnage présenté dans le coin bonus : Dracule Mihawk |                                                                       |                                                |                                                         |                       |
| RP 17 | L'histoire est écrite. Les turbulents Empereurs !                     | 刻まれる歴史！激動の新旧四皇！                 | Kizamareru Rekishi! Gekidō no Shinkyū Yonkō!            | 16 juin 2024          |
| Résumé des actions des anciens et nouveaux membres des Quatre Empereurs. |                                                                       |                                                |                                                         |                       |
| 1109 | Décision difficile. Une étrange équipée !                             | 苦渋の決断！異色の共闘戦線                     | Kujū no Ketsudan! Ishoku no Kyōtō Sensen!               | 23 juin 2024          |
| Malgré quelques tensions et la contestation de Zoro, Luffy et son camarade accepte à contrecœur de libérer Lucci et Kaku, leur permettant d'attaquer les Séraphins ensemble. Pendant ce temps, sur Erbaf, Shanks et son équipage trinquent avec l'équipage des géants dans une taverne, tandis que l'équipage de Kidd s'approche de l'île. Alors que Shanks se dirige vers la côte avec ses compagnons afin d'affronter Kidd pour lui récupérer les copies du Road Ponéglyphe, Kidd se déclare prêt à affronter une nouvelle fois l'empereur, malgré la perte d'un bras pour le supernova lors de la dernière rixe entre les deux équipages. [Chapitre 1076] Personnage présenté dans le coin bonus : Das Bones |                                                                       |                                                |                                                         |                       |
| 1110 | Pour survivre. Combat acharné contre les surhommes !                  | 生き残れ！最強の人類との死闘                   | Ikinokore! Saikyō no Jinrui to no Shitō                 | 30 juin 2024          |
| Alors que l'affrontement contre S-Bear et S-Hawk se poursuit, Zoro se rend compte que les Séraphins ont les mêmes pouvoirs que King, le lunaria de l'équipage des cent bêtes, et il prévient Luffy, Lucci et Kaku que leurs adversaires seront invulnérables tant que les flammes brûleront dans leur dos, tandis que Shaka part à la recherche du véritable Végapunk, ayant une idée de l'endroit où il pourrait se trouver. Pendant ce temps, Nami, Zeus et Brook affrontent S-Shark, mais alors que ce dernier s'apprête à tuer la jeune fille, Sanji arrive pour la sauver et attaque le Séraphin. Dans le bâtiment C, S-Snake se confronte à Usopp, Franky et Lilith, mais alors qu'ils l'avaient presque neutralisée avec le "Bubble Gun", elle parvient à les transformer en pierre. Dans l'ancienne salle d'études des fruits du démon, Shaka retrouve Végapunk et les agents du Cipher Pol, mais alors qu'il s'apprête à les libérer, il est tué d'une balle dans la tête par un assaillant inconnu. [Chapitre 1077] Personnage présenté dans le coin bonus : King |                                                                       |                                                |                                                         |                       |
| 1111 | Une nouvelle Ohara. Un complot ourdi par ambition !                   | オハラの再来！黒幕の野望！                     | Ohara no Sairai! Kuromaku no Yabō!                      | 7 juillet 2024        |
| Stussy rapporte à Sentomaru que Kizaru est en route vers Egg Head car le Gouvernement mondial juge la situation plus grave qu'à Ohara, et le garde du corps de Végapunk appelle ensuite les chercheurs à évacuer l'île avant que la Marine ne débarque. Dans le laboratoire, l'équipage de Chapeau de paille et le CP-0 continuent leurs combats contre les Séraphins, au cours desquels S-Snake tue Pythagore et S-Hawk disparaît, forçant Zoro et Kaku à le poursuivre. La narration révèle que ces événements préfiguraient ce qui allait se produire le lendemain lors du célèbre "incident d'Egg Head" qui va bouleverser le monde au-delà de l'inimaginable, mais qu'en réalité, les prémices remontent à 3 mois auparavant lorsque quelqu'un a révélé les recherches du docteur Végapunk sur le siècle oublié au conseil des cinq doyens. Dans le présent, York se révèle comme étant à la fois la traîtresse et celle qui a abattu Shaka, voulant devenir à la fois la seule Végapunk et un dragon céleste. [Chapitre 1078] Personnage présenté dans le coin bonus : Sakazuki |                                                                       |                                                |                                                         |                       |
| 1112 | Duel au sommet. Shanks contre Eustass Kidd !                          | 激突！シャンクスVSユースタス・キッド           | Gekitotsu! Shankusu tai Yūsutasu Kiddo                  | 14 juillet 2024       |
| Quelques heures plus tôt, York a donné ses ordres aux Séraphins afin que son plan réussisse après s'être rendue compte que le Gouvernement mondial voulait l'éliminer également. Alors que les chercheurs fuient Egg Head, un navire de l'équipage de Barbe Noire s'approche de l'île. Pendant ce temps, sur les côtes d'Erbaf, l'équipage de Kidd se confronte aux navires alliés de l'empereur Shanks le Roux. Après que Shanks et son équipage aient embarqué sur leur navire, l'empereur utilise son fluide perceptif pour anticiper les futurs dégâts causés par Kidd, et il vainc le supernova ainsi que Killer d'une seule attaque enduite de fluide royal. Après que l'équipage de Kidd ait supplié Shanks de les épargner, ce dernier les ignore et Dorry et Broggy détruisent le Victoria Punk avec une puissante attaque lancée depuis la terre ferme. La narration indique que ce jour-là, à Erbaf, l'équipage de Kidd et son capitaine furent entièrement anéantis. [Chapitre 1079] Personnage présenté dans le coin bonus : Shanks |                                                                       |                                                |                                                         |                       |
| 1113 | Cours, Kobby. L'évasion ou la mort !                                  | 走れコビー！決死の脱出作戦！                   | Hashire Kobī! Kesshi no Dasshutsu Sakusen!              | 28 juillet 2024       |
| Sur l'île aux pirates de Ruche, Kobby réussit à s'évader de son cachot en compagnie d'esclaves avec l'aide de Perona, mais il retrouve poursuivi par l'équipage de Barbe Noire, alors que Shiliew, Avalo Pizzaro, Sanjuan Wolf et Vasco Shot sont présents sur les lieux. Kobby se rappelle du début de sa détention, où Barbe Noire lui avait révélé qu'il l'avait initialement capturé dans le cadre de son plan visant à ce que son île soit reconnue comme un pays par le Gouvernement mondial, avant que Kuzan lui explique qu'il serait compliqué de faire un marché étant donné qu'il est membre du SWORD. Alors que Kobby tente d'appâter les pirates pour que les esclaves puissent s'enfuir, ses compagnons du SWORD débarquent sur l'île tandis que le navire du vice-amiral Garp s'approche. [Chapitre 1080] Personnage présenté dans le coin bonus : Kobby |                                                                       |                                                |                                                         |                       |
| 1114 | Pour son disciple favori. Les poings du vice-amiral Garp !            | 愛弟子のため ガープ中将の拳骨！                | Manadeshi no Tame - Gāpu-chūjō no Genkotsu!             | 4 août 2024           |
| Kujaku, Prince Gles et Hibari sauvent Kobby en attirant les pirates à un point précis grâce à leurs armes et leurs pouvoirs de fruit du démon. Le navire de Garp rempli de soldats de la Marine survole ensuite l'île aux pirates, et le légendaire vice-amiral utilise une attaque dévastatrice en enduisant son poing de fluide royal afin d'anéantir de nombreux pirates et bâtiments. Après avoir débarqué sur l'île, Garp et son équipe sont attaqués par Kuzan, qui gèle Hibari. Alors qu'il déclare qu'il ne peut pas laisser Kobby s'enfuir en l'absence de Barbe Noire, il se souvient de sa rencontre sur une certaine île avec l'empereur. [Chapitre 1080-1081] Personnage présenté dans le coin bonus : Hermep |                                                                       |                                                |                                                         |                       |
| 1115 | La stupéfaction de la Marine. Kuzan, l'ancien amiral !                | 海軍驚愕！元海軍本部大将クザン                 | Kaigun Kyōgaku! Moto Kaigun Honbu Taishō Kuzan          | 11 août 2024          |
| Un an après son combat contre Sakazuki, Kuzan avait rencontré Barbe Noire et son équipage dans un bar, et après avoir discuté à propos de "l'homme à la cicatrice de feu" qui détient potentiellement un Road Ponéglyphe, Barbe Noire a proposé à l'ancien amiral de rejoindre son équipage. Dans le présent, Kuzan, devenu le commandant du 10ème navire de l'équipage de Barbe Noire, tente de geler Garp avec les pouvoirs du givro-fruit, mais le héros de la légende attaque son ancien disciple en l'envoyant dans le sol. Sur Winner Island, Barbe Noire est parvenu à vaincre Law tandis que le Polar Tang fait naufrage, étant complètement détruit. Alors que l'empereur s'apprête à tuer Law pour lui voler le fruit du bistouri, Bepo se transforme en Sulong grâce à une drogue développée par Chopper et il parvient à fuir par la mer avec son capitaine. Alors que Law et Bepo s'éloignent de l'île, la narration indique sur Winner Island, l'équipage du Heart et son capitaine ont subi une écrasante défaite. [Chapitre 1081] Personnage présenté dans le coin bonus : Trafalgar D. Water Law |                                                                       |                                                |                                                         |                       |
| 1116 | Notre heure est venue. La déclaration de Baggy !                      | 取りに行こうぜ！バギーの大宣言                 | Tori ni Ikō ze! Bagī no Dai Sengen                      | 18 août 2024          |
| Au quartier général de la Marine, Sengoku et Tsuru discutent de la menace que représente la Cross Guild à la suite de l'assassinat du vice-amiral T. Bone par un citoyen, et il estime que la Marine doit rapidement les mettre hors d'état de nuire. Sur l'île de Lacrahn-Ri, Baggy met en colère Crocodile et Mihawk après que leurs subordonnés aient conçu la figure de proue de leur bateau d'après le visage du nouvel empereur. Au cours de leur réunion, et après que Baggy se soit souvenu de sa séparation avec Shanks après la mort de Roger, il déclare qu'il souhaite devenir le roi des pirates et il annonce par escargophone qu'il souhaite aller chercher le "One Piece" à ses fidèles serviteurs, sous le regard furieux de Crocodile et Mihawk. Pendant ce temps, au royaume de Kédétrav, Sabo arrive en vie avec de nombreux habitants du royaume de Rourucia qui souhaitent rejoindre l'armée révolutionnaire. Après les retrouvailles avec ses camarades, il décide de dire en privé à Dragon et Ivankov ce qui s'est réellement passé à Marie-Joie. [Chapitre 1082] Personnage présenté dans le coin bonus : Crocodile |                                                                       |                                                |                                                         |                       |
| RP 18 | Le Log de l'insurrection. La secrète Armée Révolutionnaire !          | 荒ぶる変革の記録！暗躍する革命軍！             | Araburu Henkaku no Rogu! An'yaku Suru Kakumei-gun!      | 25 août 2024          |
| Résumé des actions de l'armée révolutionnaire. |                                                                       |                                                |                                                         |                       |
| 1117 | Le retour de Sabo. La terrible vérité enfin révélée !                 | サボの帰還 語られる衝撃の真実！                | Sabo no Kikan - Katarareru Shōgeki no Shinjitsu!        | 1er septembre 2024    |
| Sabo commence son rapport à Dragon et Ivankov sur la mission de l'armée révolutionnaire à Marie-Joie et sur le fait qu'ils ont atteint tous leurs objectifs. Dragon et Ivankov s'estiment satisfaits des retombées internationales de cette opération, bien que Dragon estime que les chevaliers divins vont intervenir tôt ou tard. Alors qu'ils demandent à Sabo quelle est la vérité au sujet de la mort du roi Cobra, un flash-back remontant un mois plus tôt commence, lorsque la Rêverie était en cours. Tandis que Corbeau et Morley combattaient respectivement les amiraux Fujitora et Ryokugyu, Lindbergh se chargeait de sauver des esclaves pendant que Sabo cherchait les clés des colliers de ces derniers. Alors que Vivi était toujours préoccupée par la sécurité de Shirahoshi, Cobra se préparait pour sa rencontre avec les cinq doyens. [Chapitre 1083] Personnage présenté dans le coin bonus : Morley |                                                                       |                                                |                                                         |                       |
| 1118 | Le faste de la Terre Sainte. Sai et Léo se rebiffent !                | 聖地騒然！サイとレオ渾身の一撃！               | Seichi Sōzen! Sai to Reo Konshin no Ichigeki!           | 8 septembre 2024      |
| Au cours de sa mission dans le château de Pangée, Sabo rencontre Bonney et après avoir discuté à propos du sauvetage de Kuma, ils se séparent. Pendant ce temps, dans la salle du trône vide, Cobra interroge les cinq doyens sur le sort de son lointain ancêtre Nefertari Lillie, l'un des membres fondateurs du Gouvernement Mondial. Après que les cinq doyens ont répondu qu'ils n'avaient pas connaissance de ce qu'était devenue Lillie, Cobra leur demande ce que signifie réellement le "D", tandis qu'Imu écoute la conversation avec un escargophone. Sur la place des civilités, Charloss fait une nouvelle tentative pour capturer Shirahoshi, et ses frères tentent de la sauver bien que Kuma les attaque sur les ordres du dragon céleste. Myosgard demande à Sai et Léo d'attaquer Charloss afin de sauver Shirahoshi, tandis que Morley attrape Kuma en surgissant du sol. Au même moment, Imu s'assoit sur le trône vide en mentionnant le nom de Lillie, ce qui choque Cobra. [Chapitre 1084] Personnage présenté dans le coin bonus : Shirahoshi |                                                                       |                                                |                                                         |                       |
| 1119 | Un message à transmettre. La détermination du roi Cobra !             | 託された伝言！コブラ王の覚悟                   | Takusareta Messēji! Kobura-Ō no Kakugo                  | 15 septembre 2024     |
| Alors que Cobra est abasourdi par l'apparition d'Imu et du fait que l'un des vingt premiers rois portait le même nom, ce dernier révèle l'importance du "D" et il estime que ce nom ainsi que la propagation des ponéglyphes à travers le monde sont le résultat des actions de la reine Lillie lors du siècle oublié. Tandis que les cinq doyens sortent leurs armes et se préparent à tuer Cobra, ce dernier révèle le nom complet de la reine Lillie : "Nefertari D. Lillie". Alors qu'Imu blesse grièvement Cobra avec une mystérieuse flèche, Sabo attaque les cinq doyens avant de s'en prendre à Imu, mais ce dernier bloque ses flammes en se transformant en une gigantesque créature. Tandis que les cinq doyens se transforment également en monstres, Sabo tente de sauver Cobra et ce dernier lui confie un message à transmettre à Luffy et à Vivi, révélant que les membres du clan Nefertari sont des "D". Imu attaque à nouveau et il blesse à nouveau Cobra ainsi que Sabo, et alors que Cobra se résout à mourir, il poursuit son message en citant la courte lettre laissée par Lillie en héritage pour ses descendants. Alors que Cobra meurt et que Sabo parvient à s'enfuir, Wapol a aperçu toute la scène et s'enfuit bien que Nusjuro ait aperçu que quelqu'un les regardait. Alors que la Rêverie touche à sa fin, Vivi a été capturée par le CP0 et tandis qu'elle discute avec Kalifa et Jabura, Wapol fait irruption à travers le mur afin de s'enfuir rapidement de Marie-Joie, permettant à Vivi de s'échapper en sautant dans la bouche de Wapol. [Chapitre 1085] Personnage présenté dans le coin bonus : Nefertari Cobra                                                          |                                                                       |                                                |                                                         |                       |
| 1120 | Le monde tremble. Le souverain dispose, les doyens exécutent !        | 揺らぐ世界！支配者の審判と五老星の始動！       | Yuragu Sekai! Shihaisha no Shinpan to Gorōsei no Shidō! | 22 septembre 2024     |
| Tandis que la Rêverie s'achève, Wapol, Vivi, Bonney et Sabo parviennent à s'échapper de Marie-Joie en se cachant clandestinement dans les navires ramenant les souverains dans leurs pays respectifs. Au même moment, Imu ordonne aux cinq doyens d'utiliser le "Mother Flame" élaboré par Végapunk sur le royaume de Rourucia, et ils se soumettent à ses ordres alors que leurs noms sont révélés : - Saint Jaygarcia Saturn, dieu guerrier de la Science et de la Défense - Saint Marcus Mars, dieu guerrier de l'Environnement - Saint Topman Warcury, dieu guerrier de la Justice - Saint Ethanbaron V. Nusjuro, dieu guerrier des Finances - Saint Shepherd Ju Peter, dieu guerrier de l'Agriculture Imu ordonne également aux cinq doyens de leur ramener Vivi. De retour dans le présent, Sabo termine son rapport à Dragon et Ivankov en expliquant qu'il était au large du royaume de Rourucia lorsqu'une ombre immense volait au-dessus de l'île avant d'être rayée de la carte. Ivankov spécule ensuite qu'Imu pourrait être à la fois immortel et l'un des vingt premiers rois, et que l'arme qui a détruit le royaume de Rourucia pourrait être l'une des armes antiques. Pendant ce temps, sur la Terre Sainte de Marie-Joie, Myosgard est exécuté pour avoir pris la défense des hommes-poissons par Saint Figarland Garling, le commandant en chef des chevaliers divins. [Chapitre 1086] Personnage présenté dans le coin bonus : Nefertari Vivi |                                                                       |                                                |                                                         |                       |
| RP 19 | La justice inflexible. Le Log de l'orgueil de la Marine !             | 揺るがぬ正義！海軍の誇り高き記録ログ！         | Yuruganu Seigi! Kaigun no Hokori Takaki Rogu!           | 29 septembre 2024     |
| Résumé des actions de la Marine. |                                                                       |                                                |                                                         |                       |
| 1121 | Garp et Kuzan. Le maître et l'élève confrontent leurs justices !      | ガープとクザン 衝突する師弟の正義              | Gāpu to Kuzan - Shōtotsu suru Shitei no Seigi           | 6 octobre 2024        |
| Dans un cimetière de bateaux aux abords de la base G-1 de la Marine, Brandnew révèle à Fullbody et Jango que la force de Garp provient du fait qu'il frappe chaque jour des "punching-cuirassés" sans fluide. Sur l'iles aux pirates de Ruche, la bataille entre l'équipage de Barbe Noire et la Marine tourne en faveur de cette dernière, tandis que Sanjuan Wolf a été vaincu par Garp. Alors que Garp, Kobby, Hermep et Gles sont prêts à battre en retraite après avoir accompli leur mission, Kuzan arrive pour les arrêter. Tandis que les trois jeunes soldats prennent la fuite, Kobby tombe dans un piège, mais Garp le protège en se faisant grièvement transpercer par Shiliew. Malgré sa blessure, Garp se relève avant d'échanger un violent coup de poing avec Kuzan. Au même moment, Avalo Pizarro se prépare à détruire le navire de la Marine grâce aux pouvoirs du fruit de l'île, où se trouvent à bord le reste des soldats et les civils. [Chapitre 1087] Personnage présenté dans le coin bonus : Kuzan |                                                                       |                                                |                                                         |                       |
| 1122 | La dernière leçon. L'impact en héritage !                             | 最後の教え！受け継がれた拳骨                   | Saigo no Oshie! Uketsugareta Inpakuto                   | 13 octobre 2024       |
| Deux ans auparavant, à l'ancien quartier général de la Marine, Kobby avait suivi une leçon de Garp qui enseignait qu'il vaut mieux sacrifier les personnes âgées plutôt que les jeunes vies. Plus tard, lors de l'invasion de Barbe Noire sur Amazon Lily, Kobby s'était lui-même constitué prisonnier afin de sauver les 800 soldats que l'Empereur avait initialement pris en otage. Dans le présent, sur l'île aux pirates de Ruche, Garp donne ses ordres à Kobby, Gles et Hermep afin qu'ils sauvent le navire qui s'apprête à être écrasé par Pizarro. Hermep protège ses deux camarades des pirates tandis que Garp attaque Pizarro en frappant le crâne de l'île des pirates avec un puissant coup de poing. Kobby profite de cette fenêtre d'attaque pour détruire le bras géant de Pizarro avec une nouvelle technique, alors que Gles protège le navire des débris grâce aux pouvoirs de fruit de la bouillasse. Tandis que Kobby, Gles et Hermep rejoignent le navire avec succès, Garp reste à terre sur l'île des pirates alors qu'il est encerclé par l'équipage de Barbe Noire et qu'il est en train de se faire geler par Kuzan, après que ce dernier ait empalé le vice-amiral légendaire. Avant la perte de contact, Garp ordonne aux soldats de fuir et de continuer d'avancer, déclarant qu'ils sont tous l'avenir de la Marine. Le lendemain, les journaux annoncent le retour du colonel Kobby, la perte de contact avec Garp sur l'île des pirates et le retranchement de l'Empereur Luffy au Chapeau de paille sur Egg Head, alors que l'île est encerclée par une gigantesque flotte de la Marine. [Chapitre 1088] Cet épisode est le dernier diffusé au Japon avant un hiatus de 6 mois. |                                                                       |                                                |                                                         |                       |
| SP 14 | One Piece Fan Letter                                                  | ONE PIECE FAN LETTER                           | ONE PIECE FAN LETTER                                    | 20 octobre 2024       |

### One Piece Log: SagaÎle des hommes-poissons
| No                             | Titre français                                                      | Titre japonais                      | Titre japonais                                        | Date de 1re diffusion |
| No                             | Titre français                                                      | Kanji                               | Rōmaji                                                | Date de 1re diffusion |
| ------------------------------ | ------------------------------------------------------------------- | ----------------------------------- | ----------------------------------------------------- | --------------------- |
| IHP 1                          | Un nouveau départ ! Les retrouvailles de l'équipage.                | 再出発！集う麦わらの一味！          | Sai Shuppatsu! Tsudou Mugiwara no Ichimi!             | 3 novembre 2024       |
| [Chapitre 598-599]             |                                                                     |                                     |                                                       |                       |
| IHP 2                          | Larguez les amarres ! Destination le Nouveau Monde !                | 出航！新世界への冒険の夜明け        | Shukkō! Shin Sekai e no Bōken no Yoake                | 10 novembre 2024      |
| [Chapitre 600-601]             |                                                                     |                                     |                                                       |                       |
| IHP 3                          | Une vérité glaçante. Kuma le sauveur.                               | 驚愕の真実 大恩人くま               | Kyōgaku no Shinjitsu - Dai Onjin Kuma                 | 17 novembre 2024      |
| [Chapitre 602-603]             |                                                                     |                                     |                                                       |                       |
| IHP 4                          | Exploration des fonds marins ! La terreur des profondeurs !         | 深海の冒険！迫りくる海底の脅威      | Shinkai no Bōken! Semari Kuru Kaitei no Kyōi          | 24 novembre 2024      |
| [Chapitre 604-605]             |                                                                     |                                     |                                                       |                       |
| IHP 5                          | Éruption sous-marine ! L'équipage en panique !                      | 海底火山噴火！麦わらの一味大混乱    | Kaitei-Kazan Funka! Mugiwara no Ichimi dai Konran     | 1er décembre 2024     |
| [Chapitre 606-607]             |                                                                     |                                     |                                                       |                       |
| IHP 6                          | Paradis des sirènes ! Enfin l'île des hommes-poissons !             | 人魚達の楽園！ついに魚人島上陸      | Ningyo-tachi no Rakuen! Tsuini Gyojin-tō Jōriku       | 8 décembre 2024       |
| [Chapitre 608-609]             |                                                                     |                                     |                                                       |                       |
| IHP 7                          | L'horreur des profondeurs ! L'ambition de Hody !                    | 海底の恐怖！ホーディの野望          | Kaitei no Kyōfu! Hōdi no Yabō                         | 15 décembre 2024      |
| [Chapitre 610-611]             |                                                                     |                                     |                                                       |                       |
| IHP 8                          | Délicatoshi la chouineuse ! Shirahoshi, la princesse sirène !       | 弱虫で泣き虫！人魚姫しらほし        | Yowamushi de Nakimushi! Ningyo Hime Shirahoshi        | 22 décembre 2024      |
| [Chapitre 612-613]             |                                                                     |                                     |                                                       |                       |
| IHP 9                          | La princesse a été enlevée ? Luffy et Shirahoshi !                  | 誘拐事件発!? ルフィとしらほし       | Yūkai Jiken Hassei!? Rufi to Shirahoshi               | 29 décembre 2024      |
| [Chapitre 614-615]             |                                                                     |                                     |                                                       |                       |
| IHP 10                         | Les hostilités commencent ! Hody et Decken !                        | 襲撃開始！ホーディとデッケン        | Shūgeki Kaishi! Hōdi to Dekken                        | 5 janvier 2025        |
| [Chapitre 616-617-618]         |                                                                     |                                     |                                                       |                       |
| IHP 11                         | La déclaration de Jinbe ! L'âge sombre des hommes-poissons !        | ジンベエの告白 魚人族の衝撃の歴史   | Jinbē no Kokuhaku - Gyojin-zoku no Shōgeki no Rekishi | 12 janvier 2025       |
| [Chapitre 618-619-620]         |                                                                     |                                     |                                                       |                       |
| IHP 12                         | Le passé des hommes-poissons ! Otohime et Tiger !                   | 魚人島の過去！オトヒメとタイガー    | Gyojin-tō no Kako! Otohime to Taigā                   | 19 janvier 2025       |
| [Chapitre 620-621-622]         |                                                                     |                                     |                                                       |                       |
| IHP 13                         | Le remords de Tiger ! Le futur dépeint par Otohime !                | タイガーの無念 オトヒメが描く未来！ | Taigā no Munen - Otohime ga Egaku Mirai!              | 26 janvier 2025       |
| [Chapitre 623-624-625]         |                                                                     |                                     |                                                       |                       |
| IHP 14                         | La tragique fin d'Otohime ! Hody déclare la guerre !                | オトヒメの悲劇 ホーディの宣戦布告   | Otohime no Higeki - Hōdi no Sensen Fukoku             | 2 février 2025        |
| [Chapitre 626-627-628]         |                                                                     |                                     |                                                       |                       |
| IHP 15                         | Hody transfiguré ! Les princes en première lignes !                 | ホーディの異変！立ち向かう王子達    | Hōdi no Ihen! Tachimukau Ōji-tachi                    | 9 février 2025        |
| [Chapitre 629-630-631]         |                                                                     |                                     |                                                       |                       |
| IHP 16                         | Le cri de désolation de Shirahoshi ! Luffy rejoint le front !       | しらほし悲痛の叫び ルフィ出陣！     | Shirahoshi Hitsū no Sakebi - Rufi Shutsujin!          | 16 février 2025       |
| [Chapitre 632-633]             |                                                                     |                                     |                                                       |                       |
| IHP 17                         | L'heure de la mêlée a sonné ! À 10 contre 100 000 !                 | 大乱戦！麦わらの一味VS10万の敵      | Dai Ransen! Mugiwara no Ichimi tai Jū-Man no Teki     | 23 février 2025       |
| [Chapitre 634-635-636]         |                                                                     |                                     |                                                       |                       |
| IHP 18                         | L'île des hommes-poissons en péril ! Noah l'arche antique !         | 魚人島壊滅の危機！古の舟ノア        | Gyojin-tō Kaimetsu no Kiki! Inishie no Fune Noa       | 2 mars 2025           |
| [Chapitre 636-637-638-639-640] |                                                                     |                                     |                                                       |                       |
| IHP 19                         | Luffy contre Hody ! Red Hawk pleine puissance !                     | ルフィVSホーディ！渾身の            | Rufi tai Hōdi! Konshin no Reddo Hōku                  | 16 mars 2025          |
| [Chapitre 641-642-643-644]     |                                                                     |                                     |                                                       |                       |
| IHP 20                         | Une promesse d'avenir. Un chemin menant au soleil !                 | 未来の約束 タイヨウへと続く道       | Mirai no Yakusoku - Taiyō e to Tsuzuku Michi          | 23 mars 2025          |
| [Chapitre 645-646-647-648]     |                                                                     |                                     |                                                       |                       |
| IHP 21                         | Adieu les hommes-poissons ! Cap sur la féroce mer du Nouveau Monde. | さらば魚人島！最強の海〝新世界〟へ  | Saraba Gyojin-tō! Saikyō no Umi 〝Shin Sekai〟 e      | 30 mars 2025          |
| [Chapitre 649-650-651-652-653] |                                                                     |                                     |                                                       |                       |

### ArcEgg Head(2epartie)
| No | Titre français                                                          | Titre japonais                                                | Titre japonais                                              | Date de 1re diffusion |
| No | Titre français                                                          | Kanji                                                         | Rōmaji                                                      | Date de 1re diffusion |
| --- | ----------------------------------------------------------------------- | ------------------------------------------------------------- | ----------------------------------------------------------- | --------------------- |
| 1123 | Le monde sous le choc. Chapeau de paille se barricade !                 | 世界震撼！麦わらの一味立てこもり事件                          | Sekai Shinkan! Mugiwara no Ichimi Tatekomori Jiken          | 5 avril 2025          |
| Alors que les nouvelles des récents événements survenus sur l'île aux pirates de Ruche et sur Egg Head se répandent dans le monde entier, un tremblement de terre soudain provoque une élévation d'un mètre du niveau de la mer sur toute la planète, dont la cause provient de la destruction du royaume de Rourucia survenu 6 jours auparavant. Pendant ce temps, une gigantesque flotte de la Marine entoure Egg Head, composée de plus de cent navires, de neuf vice-amiraux ainsi que de l'amiral Kizaru et de Jaygarcia Saturn du conseil des cinq doyens. La flotte et les doyens restés à Marie-Joie reçoivent ensuite un appel de York concernant la situation actuelle. Après avoir conclu un accord avec eux pour reproduire le Mother Flame en échange de son accession au rang de dragon céleste, York se révèle être un otage de l'équipage de Chapeau de paille et de leurs alliés. [Chapitre 1089] Cet épisode est le premier diffusé au Japon après un hiatus de 6 mois. |                                                                         |                                                               |                                                             |                       |
| 1124 | Egg Head assiégée. Opération évacuation de l'île !                      | 全面包囲！エッグヘッド脱出作戦                                | Zenmen Hōi! Egguheddo Dasshutsu Sakusen                     | 6 avril 2025          |
| Luffy présente ses exigences au conseil des cinq doyens par escargophone pour tenter de les intimider de retirer la flotte. Saturn estime que le gouvernement doit protéger York, les Punk Records ainsi que le réacteur à fusion permettant de produire le Mother Flame. À l'étage du laboratoire, Luffy et ses alliés élaborent leur plan d'évasion : retourner au Thousand Sunny et, après avoir échappé à la flotte de la Marine, fuir en direction d'Erbaf, le pays des géants. Alors que Luffy, Franky, Bonney et Lilith courent jusqu'au Thousand Sunny et au Végaforce 01 pour les préparer au départ, Saturn et Kizaru élaborent leurs propres plans grâce aux informations que Rob Lucci leur avait secrètement divulguées. Tandis que la flotte de la Marine se prépare au combat, Kizaru s'introduit sur l'île et il commence à affronter Sentomaru, alors que Luffy ressent l'arrivée de quelqu'un de très puissant sur l'île. [Chapitre 1090] |                                                                         |                                                               |                                                             |                       |
| 1125 | Deux hommes prêts à en découdre. Kizaru et Sentomaru !                  | ぶつかる男の覚悟！黄猿と戦桃丸                                | Butsukaru Otoko no Kakugo! Kizaru to Sentomaru              | 13 avril 2025         |
| Sur les côtes d'Egg Head, les Sea Beast Weapons et les Pacifistas Mark III attaquent les navires de la Marine sur ordre de Sentomaru. À l'étage des usines, Kizaru affronte Sentomaru, et après s'être rappelé leur première rencontre aux côtés de Végapunk des années plus tôt, l'amiral parvient à vaincre son ami. Kizaru change ainsi l'ordre des Pacifistas et leur ordonne d'attaquer les Sea Beast Weapons, puis il entre à l'étage du laboratoire grâce aux pouvoirs de son fruit du démon, déclarant que le docteur Végapunk doit être éliminé. Au même moment, Lucci tente d'assassiner Végapunk, mais Stussy fait barrage de son "Index Gun" avec son propre corps. Alors que Sanji neutralise Kaku avec le "Bubble Gun", Zoro affronte Lucci. Pendant ce temps, alors que Kizaru arrive devant le Thousand Sunny et le Végaforce 01, Luffy se confronte à l'amiral en déclarant que lui et son équipage sont 100 fois plus forts qu'il y a deux ans. [Chapitre 1091] |                                                                         |                                                               |                                                             |                       |
| 1126 | En proie au désespoir. La triste mission de l'amiral Kizaru !           | 迫る絶望！大将黄猿の憂鬱な任務                                | Semaru Zetsubō! Taishō Kizaru no Yūutsu na Ninmu            | 20 avril 2025         |
| La veille, sur la Terre Sainte de Marie-Joie, les gardes tentent de capturer Kuma qui a réussi à gravir Redline, mais ce dernier utilise une attaque destructrice. Cependant, l'amiral commandant en chef de la Marine, Sakazuki, se confronte à lui et l'attaque avec les pouvoirs du fruit du magma, mais Kuma réussit à s'enfuir grâce à ses pouvoirs en se téléportant lui-même vers une destination inconnue. Dans le présent, sur Egg Head, les Pacifistas ainsi les navires de la Marine réussissent à vaincre les Sea Beats Weapons, tandis que les soldats débarquent sur la terre ferme. À l'étage du laboratoire, Luffy affronte Kizaru et l'amiral parvient à repousser le jeune pirate jusqu'en dehors du Frontier Dome, tout en détruisant le Végaforce 01 au passage. Alors que Kizaru se confronte à Franky, Lilith et Bonney, cette dernière tente de l'attaquer mais il l'envoie également à l'extérieur de l'étage du laboratoire. L'amiral s'introduit ensuite dans la salle de commandement où se trouvent Végapunk et le reste de l'équipage de Chapeau de paille, et tandis qu'il s'apprête à tuer son vieil ami à contrecœur, Luffy revient dans le laboratoire sous sa forme géante en "Gear Fifth" et attrape Kizaru dans sa main, alors que le géant de fer commence à se réactiver en entendant le "tambour de la libération". [Chapitre 1092] |                                                                         |                                                               |                                                             |                       |
| 1127 | Luffy contre Kizaru. Le choc des titans polymorphes !                   | ルフィVS黄猿！変幻自在の大激戦                                | Rufi Bāsasu Kizaru! Hengen Jizai no Dai Gekisen             | 27 avril 2025         |
| Alors que Luffy repousse Kizaru jusque dans l'océan, Atlas décide de descendre à l'étage des usines pour reprendre le contrôle des Pacifistas Mark III, accompagnée de Végapunk qui décide d'aller secourir Bonney avec Franky et Sanji. À l'étage des usines, Bonney se cache des soldats de la Marine après avoir été sauvée de sa chute par Sentomaru. Pendant ce temps, tandis que Zoro affronte Lucci, Kizaru revient sur Egg Head grâce aux pouvoirs de son fruit du démon et tente d'éliminer Végapunk, mais Luffy encaisse le coup et sauve le scientifique. Végapunk et son groupe parviennent à descendre à l'étage des usines et Atlas donne aux Pacifistas de nouveaux ordres afin de débarrasser l'île de tous les soldats de la Marine, sous le regard de Saturn. [Chapitre 1093] |                                                                         |                                                               |                                                             |                       |
| 1128 | Cauchemar. Saint Saturn, dieu guerrier de la science et de la défense ! | 悪夢襲来 科学防衛武神サターン聖                               | Akumu Shūrai - Kagaku Bōei Bushin Satān-sei                 | 4 mai 2025            |
| Après avoir reçu les ordres d'Atlas, les Pacifistas attaquent les soldats de la Marine. Bonney est attaquée par les vice-amiraux Pomsky et Bluegrass, mais Sanji localise la jeune pirate et lui vient en aide. À l'étage du laboratoire, Kizaru décide de quitter le combat avec Luffy pour accomplir sa mission, mais au même moment, les utilisateurs du fluide perceptif ressentent une présence étrange. Saint Jaygarcia Saturn du conseil des cinq doyens apparaît alors sur l'île grâce à un cercle magique et transformé en gigantesque créature démoniaque, et il ordonne aux Pacifistas de s'arrêter. Kizaru se confronte au groupe de Végapunk et il les fait tomber à l'étage des usines, mais Luffy arrive et il inflige une attaque dévastatrice à l'amiral juste au moment où il atteint les limites de sa transformation en "Gear Fifth". Alors que Saturn se confronte au groupe de Végapunk, Bonney poignarde avec furie le doyen. [Chapitre 1094] |                                                                         |                                                               |                                                             |                       |
| RP 20 | Carnet d'aventures du Dr Chopper. Balade d'un père et de sa fille !     | Dr.チョッパーの冒険カルテ ～父と娘の譚詩曲～                  | Dr. Choppā no bōken karute ~ Chichi to Musume no Barado ~   | 11 mai 2025           |
| Résumé de la relation filiale entre Kuma et Bonney. |                                                                         |                                                               |                                                             |                       |
| 1129 | Le passé de Kuma. La mort pour seule délivrance !                       | くまの過去 死んだ方がいい世界                                 | Kuma no Kako - Shinda Hō ga Ii Sekai                        | 18 mai 2025           |
| Saturn capture Bonney et neutralise Sanji tout en se guérissant lui-même de la blessure infligée par la jeune pirate. Le doyen tente ensuite d'éliminer Luffy, mais il est sauvé par Franky. Tandis que Saturn paralyse Sanji, Franky, Végapunk et Atlas grâce aux pouvoirs de son fruit du démon, Bonney révèle que Saturn est la cause de la transformation de Kuma en une arme humaine. Le doyen affirme que son père était membre de la tribu des "Buccaneers", et alors que les soldats de la Marine s'apprêtent à tuer Bonney, un flash-back remontant 47 années auparavant commence. Kuma est né au royaume de Sorbet à South Blue, d'un père de la tribu des "Buccaneers" et d'une humaine. Seulement, le Gouvernement mondial a appris l'information concernant leur race et la famille a été capturée puis réduite en esclavage des dragons célestes. Alors que la mère de Kuma finit par succomber, son père lui révèle l'existence de Nika, le dieu du soleil qui finira par sauver tous les esclaves un jour, avant d'être abattu par un dragon céleste. 38 ans avant l'histoire présente, les dragons célestes choisissent God Valley comme île pour leur compétition trisannuelle de chasse à l'autochtone, et Kuma a été emmené sur l'île avec d'autres esclaves problématiques afin d'être mélangés à la population qui s'apprête à être massacrée. Tandis que Kuma tente de s'enfuir, il est rattrapé par les autres esclaves et il fait la rencontre d'Ivankov et de Ginney. [Chapitre 1095] |                                                                         |                                                               |                                                             |                       |
| 1130 | Un pan d'histoire effacée. Le désastre de God Valley !                  | 消された歴史！絶望のゴッドバレー                              | Kesareta Rekishi! Zetsubō no Goddo Barē                     | 25 mai 2025           |
| Les dragons célestes commencent leur compétition de chasse à l'autochtone, tandis que de nombreux pirates et la Marine mettent les voiles vers God Valley à la suite d'une fuite d'informations de Ginney. Alors que de nombreux esclaves meurent sous les attaques des dragons célestes, Kuma, Ivankov et Ginney mettent en place un plan pour s'enfuir d'une mort certaine en tentant de dérober le fruit des coussinets et le fruit du poisson, modèle dragon azur. Au même moment, l'équipage de Rocks, l'équipage de Roger et les soldats de la Marine menés par Garp débarquent sur l'île, déclenchant un chaos qui permet à Ivankov et Kuma de s'emparer des fruits du démon. Malgré le vol du fruit du poisson par Linlin, Kuma mange le fruit des coussinets, permettant ainsi à de nombreux esclaves de s'échapper de l'île après une entrevue avec Saturn, tandis que cet incident allait devenir "l'incident de God Valley". Plus tard, au royaume de Sorbet, Ivankov décide de prende la mer tandis que Kuma et Ginney s'installent dans l'église où Kuma est né afin de commencer à vivre heureux et libres. [Chapitre 1096] |                                                                         |                                                               |                                                             |                       |
| 1131 | Un petit brin de bonheur. Ginney et son p'tit Kuma !                    | ひとときの幸せ くまちーとジニー                               | Hitotoki no Shiawase - Kumachī to Jinī                      | 1er juin 2025         |
| 8 ans après les événements de God Valley, Ginney et Kuma vivent paisiblement au royaume de Sorbet, où ce dernier est devenu pasteur en guérissant les maux physiques des habitants tous les dimanches, et en acceptant de subir la douleur à leur place. 5 années plus tard, Ginney demande à Kuma s'il souhaite se marier, mais ce dernier décline en se souvenant de son enfance et en sachant qu'il est un Buccaneer. Trois années passent jusqu'au jour où Kuma décide de se révolter contre l'armée royale du pays après la décision du roi Kourbett qui consiste à diviser le pays en deux et à réduire les vieillards en esclavage. Kuma, Ginney et leurs amis sont arrêtés pour leur révolte, mais ils sont libérés par l'Armée de la liberté qui renverse le roi, puis ils fondent plus tard l'Armée révolutionnaire. 8 années plus tard, soit 14 ans avant l'histoire actuelle, Ginney est devenue la commandante de la "troupe orientale" de l'Armée révolutionnaire, et alors qu'elle s'apprêtait à rejoindre la troupe de Kuma, Dragon reçoit un appel annonçant qu'elle a été enlevée par un ennemi inconnu. [Chapitre 1097] |                                                                         |                                                               |                                                             |                       |
| 1132 | La promesse faite à Ginney. Kuma devient père !                         | ジニーへの誓い 父となったくま                                 | Jinī e no Chikai - Chichi to Natta Kuma                     | 8 juin 2025           |
| Kuma apprit que Ginney a été enlevée par le Gouvernement mondial afin d'être forcée à se marier à un dragon céleste. Deux années après l'enlèvement de Ginney, cette dernière a été libérée de Marie-Joie avec son bébé car elle est tombée malade, et elle est parvenue à revenir jusqu'au royaume de Sorbet où elle contacte Kuma et l'Armée révolutionnaire par escargophone. Elle fait ses adieux avant de mourir, tandis que Kuma arrive trop tard jusqu'à elle et lui promet d'élever Bonney, sa fille. Bonney grandit au royaume de Sorbet avec son père qui continue d'assister l'Armée révolutionnaire de temps en temps. Quelques années plus tard, lorsque Bonney est âgée de 5 ans, cette dernière commence à contracter la même maladie qui a tué Ginney et elle doit rester enfermée à l'intérieur de l'église, tandis que Kuma quitte l'Armée révolutionnaire pour rester auprès d'elle. Un médecin lui apprend qu'elle est atteinte de la maladie incurable des écailles de Saphir, et que le mal progresse avec le temps même en restant caché du soleil, réduisant l'espérance de vie de Bonney à seulement 10 ans, soit plus que cinq années à vivre. Un an plus tard, le roi Kourbett reprend le pouvoir du royaume de Sorbet et il incendie la partie sud du pays, et les habitants demandent de l'aide à Kuma pour les sauver. [Chapitre 1098] |                                                                         |                                                               |                                                             |                       |
| 1133 | Sauve ma petite Bonney. Kuma, le pacifiste craintif !                   | 娘(ボニー)を救え 気弱な〝平和主義者(パシフィスタ)〟くま       | Bonī o Sukue - Kiyowana "Pashifisuta" Kuma                  | 15 juin 2025          |
| Kuma tente de sauver le maximum de personnes possibles, et il détruit ensuite le château de Kourbett, permettant de détrôner à nouveau le roi despote et de faire connaître cette événement comme la "révolution à un homme" du royaume de Sorbet. Kuma devient ainsi le roi du pays après les demandes répétées de ses concitoyens, tandis que Bonney découvre qu'elle a les capacités du fruit de l'âge. Ils découvrent ensuite dans le journal que Kourbett a fait passer Kuma pour un souverain diabolique grâce à l'appui du Gouvernement mondial, et qu'il souhaite reprendre le contrôle du pays. Kuma parvient à détruire la flotte de Kourbett, mais cela fait de lui un criminel recherché en tant que pirate et le force ainsi à quitter le pays, laissant le trône à Bulldog. Durant son périple en mer, Kuma traverse plusieurs îles afin de trouver un remède contre la maladie des écailles de Saphir dont souffre Bonney. Lors d'une rencontre avec l'Armée révolutionnaire, Dragon lui conseille d'aller rencontre le docteur Végapunk, qui est beaucoup moins protégé à la suite de l'incident de Punk Hazard et du changement d'île. Kuma retourne chercher Bonney et il l'emmène au laboratoire n°8 de l'unité scientifique de la Marine (ultérieurement rebaptisée Egg Head), où ils rencontrent Végapunk qui affirme qu'il peut la guérir de sa maladie. Seulement, étant donné que le coût et le temps de la guérison est très élevé, Végapunk propose à Kuma de le cloner afin que son corps serve de base à celui de futurs clones-soldats. Ils décident ainsi d'appeler ces armes les "Pacifistas", mais sur la Terre Saint de Marie-Joie, Saturn affirme que les clones-soldats sont faits pour tuer et qu'il a une autre idée. [Chapitre 1099] |                                                                         |                                                               |                                                             |                       |
| RP 21 | Carnet d'aventures du Dr Chopper. Une amitié aux multiples chemins !    | Dr. チョッパーの冒険カルテ ～親友達の人生航路(クロスロード)～ | Dokutā Choppā no Bōken Karute - Shin'yū-tachi no Kurosurōdo | 22 juin 2025          |
| Résumé de la relation entre Kizaru, Sentomaru et Végapunk. |                                                                         |                                                               |                                                             |                       |
| 1134 | Destinée déchirante. Kuma, la résolution d'un père !                    | 非情なる運命 父くまの決断                                     | Hijō-naru Unmei - Chichi Kuma no Ketsudan                   | 29 juin 2025          |
| Après l'arrivée de Kizaru au laboratoire, Saint Saturn les contacte et fait chanter Vegapunk et Kuma en leur imposant une liste d'exigences pour que Bonney soit guérie de la maladie des écailles de Saphir. Kuma doit notamment intégrer l'ordre des Sept Grands Corsaires, devenir une "arme humaine" au service de la Marine et renoncer à toute pensée et conscience. Malgré les réticences de Végapunk qui se refuse de tuer un homme, Kuma accepte avec joie car cela lui permet de sauver sa fille. Saturn ajoute néanmoins que Bonney sera prise en otage au royaume de Sorbet après l'opération et durant les deux années durant lesquelles Kuma sera transformé, et que si ces conditions ne sont pas respectées, Bonney deviendra esclave. Durant 6 mois, Bonney et Kuma vivent au laboratoire, puis la fillette est renvoyée au royaume de Sorbet pour l'année suivante afin d'assurer la convalescence, sous la surveillance d'Alpha du Cipher Pol n°8. Kuma fait ses adieux à Bonney, qui ne sait pas que c'est la dernière fois qu'elle le revoit avec sa conscience. Kuma débute ainsi sa vie de grand corsaire et il est envoyé en mission secrète aux abords du royaume de Goa. [Chapitre 1100] |                                                                         |                                                               |                                                             |                       |
| 1135 | En quête de son père. L'avenir choisi par Bonney !                      | 父のいる海へ！ボニーが選ぶ未来                                | Chichi no Iru Umi e! Bonī ga Erabu Mirai                    | 6 juillet 2025        |
| Au royaume de Goa, Kuma observe un jeune Luffy de 16 ans s'entraîner et il se souvient d'une conversation qu'il a eue avec Dragon, réalisant alors que Luffy est son fils. Kuma continue d'envoyer des lettres à Bonney, ignorant qu'Alpha les intercepte et les déchire. Conney demande à Bonney de cacher ses pouvoirs à Alpha, comprenant que quelque chose de louche se cache. Plusieurs mois après qu'aucune lettre ne soit parvenue au royaume de Sorbet, Bonney est complètement guérie, mais Alpha refuse de la laisser sortir. Ayant découvert que le groupe d'Alpha est composé d'agents du gouvernement, Conney met en œuvre un plan pour que Bonney s'échappe à bord d'un navire afin d'aller retrouver Kuma en mer. Après que Bonney soit sortie en utilisant ses pouvoirs du fruit de l'Âge, Alpha tente d'arrêter le navire, mais Bonney, se souvenant que Kuma lui a parlé de Nika, fait grandir son poing pour un avenir à l'image de son idole afin de vaincre Alpha. [Chapitre 1101] |                                                                         |                                                               |                                                             |                       |
| 1136 | Récit de la vie de Kuma !                                               | “くまの人生”                                                  | Kuma no Jinsei                                              | 13 juillet 2025       |
| Alors que Bonney entame sa carrière de pirate avec l'intention de retrouver son père, Kuma échappe à sa fille afin de ne pas la mettre en danger, et il entend parler dans le même temps des exploits de Luffy. Kuma décide de rencontrer l'équipage de Chapeau de paille à Thriller Bark, et il reconnaît ainsi en Luffy le fils de Dragon. Sur l'archipel des Sabaody, Kuma apprend qu'il est convoqué à la guerre contre Barbe Blanche et il voit secrètement Bonney une dernière fois. Il assiste également à l'incident que Luffy a provoqué en frappant Saint Charloss, et alors qu'ils sont mal en point, il décide de séparer l'équipage de Chapeau de paille parce qu'il sait qu'ils ne sont pas encore prêts à affronter les dangers du Nouveau Monde, et qu'il pense que Luffy sauvera le monde un jour. Le jour de l'effacement de la conscience de Kuma, Saturn ordonne à Végapunk d'installer un bouton d'autodestruction sur le corps du grand corsaire. Kuma demande à Végapunk de lui programmer la mission de protéger le navire de l'équipage de Chapeau de paille jusqu'au retour de l'un d'entre eux, car il pense que Luffy est le héros qui changera le monde tel Nika. Alors que Kuma extrait ses souvenirs, il se rappelle sa vie où il n'a sans cesse couru contre le destin. Végapunk active ensuite, en larmes, l'effacement de la conscience de Kuma. Deux ans plus tard, la bulle contenant les souvenirs a disparu sur Egg Head après que Bonney a tout vu, et elle s'effondre en larmes après avoir appris les derniers mots de son père qui sont ses vœux pour son 10ème anniversaire. [Chapitre 1102] |                                                                         |                                                               |                                                             |                       |
| 1137 | Pardonne-moi, papa. Bonney en larmes, Kuma frappe !                     | ごめんね、お父さん ボニーの涙とくまの拳                       | Gomen ne, Otōsan - Bonī no Namida to Kuma no Kobushi        | 27 juillet 2025       |
| Après avoir vu les souvenirs de Kuma, Bonney s'excuse auprès de Végapunk d'avoir essayé de le tuer. Végapunk remet à Bonney le cadeau d'anniversaire que Kuma avait fait pour ses 10 ans, puis il s'excuse à son tour d'avoir transformé Kuma en arme humaine, mais Bonney déclare que tout est la faute de Saturn. De retour dans le présent, Saturn tient toujours Bonney entre ses griffes alors que la Marine la tient en joue, et Sentomaru est neutralisé par les soldats. Bonney tente d'attaquer Saturn en imaginant un avenir à l'image de Nika, mais le doyen l'en empêche avant de constater que quelqu'un a donné de la nourriture à Luffy. Saturn révèle ensuite que c'est lui qui a octroyé les pouvoirs du fruit de l'Âge à Bonney en faisant une expérience sur elle alors qu'elle n'était qu'un bébé, et qu'il est également responsable de la maladie des écailles de Saphir de Ginney après lui avoir administré diverses drogues expérimentales. Au même moment, Kuma arrive sur Egg Head et il court vers le centre de l'île malgré les tirs de canon des soldats de la Marine. Tandis que Bonney s'apprête à être exécutée, Kuma neutralise les soldats de la Marine puis il utilise son corps comme bouclier pour protéger sa fille qui allait être empalée par Saturn. Alors que Bonney s'effondre en larmes en revoyant son père et tandis que Saturn révèle avoir activé le système d'autodestruction de Kuma, ce dernier frappe le doyen avec un coup de poing recouvert de fluide offensif rempli de rage. [Chapitre 1103-1104] |                                                                         |                                                               |                                                             |                       |
| 1138 | Merci, papa. L'étreinte de Kuma et Bonney !                             | ありがとう、お父さん ボニーとくまの熱き抱擁                   | Arigatō, Otō-san - Bonī to Kuma no Atsuki Hōyō              | 3 août 2025           |
| Après le coup de poing de Kuma, Saturn est envoyé sous les décombres, et Végapunk révèle qu'il a remplacé le bouton d'autodestruction par un mécanisme d'arrêt total qui aurait dû le faire devenir un légume, mais ses gènes de buccaneer aurait permis à son corps de rester en marche. Bonney retrouve son père et le remercie pour tout ce qu'il a fait pour elle, étant désormais au courant de toute sa vie. Seulement, Saturn parvient à s'extraire des décombres et à se regénérer, et alors qu'il tente d'attaquer Kuma et Bonney, Sanji et Franky interviennent pour les sauver. Kizaru se relève également et il attaque Franky, puis Saturn ordonne un Buster Call sur Egg Head afin d'éliminer notamment Végapunk, Kuma et Luffy. [Chapitre 1104] |                                                                         |                                                               |                                                             |                       |
| 1139 | Rayez Egg Head de la carte. Le Buster Call est lancé !                  | 未来島を破壊せよ バスターコール発動                           | Egguheddo o Hakai Seyo - Basutā Kōru Hatsudō                | 10 août 2025          |
| Alors que les soldats de la Marine préparent le Buster Call, Végapunk tente de sauver l'île en vain, Saturn ne percevant pas la nécessité du progrès. Sanji escorte son groupe jusqu'au passage pour l'étage du laboratoire, tandis qu'il retourne au centre de l'île pour récupérer Vegapunk. Il contacte Nami pour la prévenir du Buster Call, et elle lui rapporte la situation, notamment que Lilith et Brook sont en train de déplacer le Thousand Sunny et que Zoro est toujours aux prises avec Lucci. Alors que la Marine commence leur bombardement, Kizaru détruit la fusée sur laquelle se trouve le groupe de Franky. Alors que Saturn ordonne aux Pacifistas de tuer Kuma et Bonney, Luffy se réapprovisionne en mangeant un maximum de nourriture. Pendant ce temps, en mer, le vaisseau envoyé par Saturn pour éliminer les chercheurs d'Egg Head est détruit et les soldats survivants à bord veulent avertir Kizaru qu'ils ont échoué dans leur mission et qu'un groupe inconnu se dirige vers Egg Head. [Chapitre 1105] |                                                                         |                                                               |                                                             |                       |
| 1140 | Un héros adulé. Le Guerrier de la libération sauve Bonney !             | 憧れのヒーロー ボニーを救う解放の戦士                         | Akogare no Hīrō - Bonī o Sukuu Kaihō no Senshi              | 17 août 2025          |
| Alors que Luffy se transforme à nouveau avec le Gear Fifth, les Pacifistas tentent de tuer Bonney et Kuma. Sous l'ordre de Végapunk, Atlas annonce alors à Bonney qu'elle peut ordonner aux Pacifistas de les aider à s'échapper, car Végapunk ayant secrètement programmé leur puce d'autorité pour obéir à ses ordres si elle se trouvait en danger, au-delà de celui des cinq doyens. Les Pacifistas détruisent alors les cuirassés de la Marine, mais Saturn transperce grièvement Végapunk au thorax. Le doyen ordonne à Kizaru de tuer Kuma et Bonney, mais il est arrêté par Luffy in extremis. Végapunk révèle ainsi à Bonney que Luffy est Nika, le dieu du soleil. Pendant ce temps, sur la côte nord-est d'Egg Head, l'équipage des géants mené par Dorry et Broggy arrive prêter main-forte à l'équipage de Chapeau de paille. [Chapitre 1106] |                                                                         |                                                               |                                                             |                       |
| 1141 | Arrivée de puissants alliés. Dorry et Broggy entrent en scène !         | 頼もしさ爆発！ドリーとブロギー到着！                          | Tanomoshi-sa Bakuhatsu! Dorī to Burogī Tōchaku!             | 24 août 2025          |
| Alors que les membres de l'équipage des géants lancent leur attaque, Usopp se réjouit de retrouver ses maîtres rencontrés sur Little Garden. Tandis que Brook et Lilith continuent de déplacer le Thousand Sunny, Zoro se confronte toujours à Rob Lucci. Pendant que les navires de la Marine ouvrent le feu sur les Pacifistas, Luffy demande à Bonney pourquoi elle pleure, et elle l'appelle Nika, ce qu'il ne comprend pas. Afin de venger ses amis, Luffy attaque alors Saturn avec une rafale de coups de poing, l'envoyant dans les immeubles. Alors que Kizaru tente d'achever Végapunk qui est immobilisé au sol, Sanji parvient à arrêter le laser à temps. Un peu plus loin, Devon et Augur arrivent vers Saturn et sont surpris de trouver le doyen à terre, avant que Devon ne touche Saturn et de déclarer que leur mission est désormais terminée. Alors que les deux pirates échappent à l'attaque du doyen et qu'ils s'apprêtent à quitter l'île, Caribou apparaît et les implore de l'emmener avec eux, déclarant que Barbe Noire est son idole. [Chapitre 1107] |                                                                         |                                                               |                                                             |                       |
| RP 22 |                                                                         |                                                               |                                                             | 31 août 2025          |
| 1142 | Allô le monde. Le message de Végapunk !                                 | 応答せよ、世界ベガパンクのメッセージ                          | Ōtō seyo, Sekai - Begapanku no Messēji                      | 7 septembre 2025      |
| [Chapitre 1108] |                                                                         |                                                               |                                                             |                       |